# Marques Batista de Abreu
Marques Batista de Abreu (Guarulhos, Brasil, 12 de febrer de 1973) és un futbolista brasiler. Va disputar 10 partits amb la selecció de Brasil.

## Estadístiques
| Selecció de Brasil | Selecció de Brasil | Selecció de Brasil |
| Anys               | Partits            | Gols               |
| ------------------ | ------------------ | ------------------ |
| 1994               | 1                  | 0                  |
| 1995               | 0                  | 0                  |
| 1996               | 0                  | 0                  |
| 1997               | 0                  | 0                  |
| 1998               | 0                  | 0                  |
| 1999               | 0                  | 0                  |
| 2000               | 6                  | 0                  |
| 2001               | 0                  | 0                  |
| 2002               | 3                  | 0                  |
| Total              | 10                 | 0                  |